# Archigraptis haemorrhaga
Archigraptis haemorrhaga är en fjärilsart som beskrevs av Kevin R. Tuck 1988. Archigraptis haemorrhaga ingår i släktet Archigraptis och familjen vecklare. Inga underarter finns listade i Catalogue of Life.